# 波頭鯛屬
波头鲷属为輻鰭魚綱奇鯛目大鱗鲷科的一属鱼类。

## 下属物种
- 諾氏波頭鯛（Sio nordenskjoldii）

## 扩展阅读
維基物種上的相關：波头鲷属